# ایریل گید
اِیریل گـِید (انگلیسی: Ariel Gade؛ زادهٔ ۱ مهٔ ۱۹۹۷) یک هنرپیشه اهل ایالات متحده آمریکا است. وی از سال ۲۰۰۳ میلادی تاکنون مشغول فعالیت بوده‌است.
از فیلم‌ها یا برنامه‌های تلویزیونی که وی در آن نقش داشته است می‌توان به آب تیره، بیگانه علیه غارتگر ۲ اشاره کرد.